# Даміан Шиманський
Даміан Шиманський (пол. Damian Szymański, нар. 16 червня 1995, Красник) — польський футболіст, півзахисник клубу "Легія" та національної збірної Польщі.

## Клубна кар'єра
Народився 16 червня 1995 року в місті Красник. Вихованець футбольної школи клубу ГКС (Белхатув). 22 лютого 2013 року клуб включив молодого гравця у заявку на матчі Екстракласи, але в сезоні 2012/13 він не зіграв у жодному матчі, виступаючи виключно з молодіжні команди, а клуб посів останнє місце і вилетів з вищого дивізіону. У Першій лізі Шиманський дебютував за команду у допоміг їй з першої ж спроби повернутись до еліти.
Дебютував у Екстракласі 18 серпня 2014 року у виїзній грі 5-го туру сезону 2014/15 проти «Подбескідзе» (1:1), змінивши Патріка Рахвала на 76-й хвилині.. 25 травня 2015 року Шиманський порвав ахіллове сухожилля під час матчу з «Рухом» (Хожув) і більше не зіграв у тому році, а команда вилетіла назад до Першої ліги.
Після того як за підсумками сезону 2015/16 ГКС вилетів до Другої ліги, Шиманський 28 червня 2016 року приєднався до «Ягеллонії», з якою уклав 3-річний контракт. Втім провівши у клубі лише один рік і не ставши основним гравцем 17 серпня 2017 року він підписав дворічний контракт з «Віслою» (Плоцьк) з можливістю продовжити його ще на один сезон. У новій команді швидко став основним гравцем і за півтора року зіграв у 49 іграх Екстракласи.
У січні 2019 року було оголошено про перехід футболіста в грозненський «Ахмат», з яким Шиманський уклав контракт на 4,5 роки. Сума трансферу склала 1,5 млн євро. У клубі гравець виступав під номером 8. 2 березня 2019 року Шиманський вперше вийшов на поле у складі «Ахмата» у виїзному матчі проти казанського «Рубіна». В «Ахматі» грав на позиції лівого захисника, хоча основна його позиція — центральний півзахисник.
13 січня 2020 року Шиманський відправився в Афіни, приєднатись до грецького АЕКа на правах оренди до кінця сезону з правом подальшого викупу за плату в розмірі 1 500 000 євро. Через день угоду було офіційно оголошено, і Шиманський був представлений його новим клубом . До кінця сезону він зіграв у 16 іграх Суперліги і 5 іграх кубку, ставши фіналістом турніру, після чого 30 червня 2020 року поляк уклав чотирирічну угоду з АЕК. Грецький клуб заплатив 1 300 000 євро за трансфер, тоді як «Ахмат» зберіг 15% прав на гравця. Через вісім днів Шиманський забив свій перший гол за клуб, відзначився в гостях в матчі проти «Аріса» (4:1).

## Виступи за збірні
2014 року провів два матчі у складі юнацької збірної Польщі (U-20).
7 вересня 2018 року дебютував в офіційних ігра у складі національної збірної Польщі в матчі Ліги Націй УЄФА проти Італії (1:1), замінивши Матеуша Кліха на 55-й хвилині.
| Дата       | Місто     | Господарі  | Результат | Гості    | Турнір                               | Голи | Примітки |
| ---------- | --------- | ---------- | --------- | -------- | ------------------------------------ | ---- | -------- |
| 7-9-2018   | Болонья   | Італія     | 1 – 1     | Польща   | Ліга націй УЄФА 2018-2019            | -    | 56'      |
| 11-9-2018  | Вроцлав   | Польща     | 1 – 1     | Ірландія | товариський матч                     | -    | 73'      |
| 14-10-2018 | Хожув     | Польща     | 0 – 1     | Італія   | Ліга націй УЄФА 2018-2019 - 1-й етап | -    | 46'      |
| 20-11-2018 | Гімарайнш | Португалія | 1 – 1     | Польща   | Ліга націй УЄФА 2018-2019 - 1-й етап | -    | 90+5'    |
| Усього     |           | Матчів     | 4         |          | Голів                                | 0    |          |

## Титули і досягнення
- Чемпіон Греції (1):

АЕК: 2022-23
- Володар кубка Греції (1):

АЕК: 2022-23